# Elizabeth Lowe Watson
Elizabeth Lowe Watson, född 1842, död 1927, var en amerikansk politisk aktivist. 
Hon är känd som en av grundarna av rösträttsföreningen California Woman's Suffrage Association.